# Giordan Watson
Giordan Lee Watson (Detroit, 24 ottobre 1985) è un cestista statunitense naturalizzato rumeno.

## Palmarès
- Campionato rumeno: 2

CSM Oradea: 2018-19
U Cluj: 2021-22
- Supercoppa di Romania: 1

CSM Oradea: 2020